# Рандолф (окръг, Арканзас)
Окръг Рандолф (на английски: Randolph County) е окръг в щата Арканзас, Съединени американски щати. Площта му е 1699 km², а населението – 17 969 души (2010). Административен център е град Покахонтас.